# Baiona
|  | Aquest article tracta sobre la ciutat francesa. Si cerqueu el municipi gallec, vegeu «Baiona (Pontevedra)». |

Baiona (en basc i en gascó, Baiona; en francès, Bayonne) és una ciutat, seu de la Comunitat d'Aglomeració del País Basc, situada a la confluència dels rius Niva i Ador en el departament dels Pirineus Atlàntics. La seva població el 2017 era de 51.228 habitants però juntament amb Biarritz, Anglet i altres comunes més petites forma una àrea metropolitana de prop de 150.000 habitants.
El nom de baiona podria provenir de baia - badia en llatí - amb l'addició del sufix augmentatiu «-on». S'ha proposat també una etimologia basca: ibai ona -riu bo- però aquesta és probablement falsa, ja que el nom de Baiona es troba també a Galícia, on mai s'ha parlat basc. A l'Edat antiga, el nom basc de «Baiona» era «Lapurdi» («Lapurdum», pels romans), que ha sobreviscut com a nom de la província.

## Llengües
Baiona s'ha trobat històricament a la frontera lingüística entre el gascó i el basc. Al principi de l'edat antiga formava part del domini del basc (o de llengües del grup del basc) com bona part de la Gascunya, però amb la romanització van passar al domini del llatí que va acabar transformant-se en el gascó, que és precisament el dialecte occità més influït pel basc. A partir de finals del segle xviii la ciutat va créixer i es va convertir en un centre industrial i portuari, capital econòmica del territori de Lapurdi i de bona part del País Basc del Nord, atraient prou immigració basca perquè la llengua basca hi predominés des d'aleshores sobre el gascó (no sobre el francès, que ha acabat imposant-se a tota la República).
La llengua tradicional de la conurbació formada per Biàrritz, Baiona i Anglet (que formen la comarca del Baix Ador) és l'occità gascó, segons les enquestes filològiques dels segles xix i xx (veg. en particular l'Atlas linguistique de la Gascogne), però hi ha una forta presència del basc deguda a una immigració rural recent del rerepaís bascòfon. En tot cas la llengua dominant hi és el francès des del segle xx. Els moviments culturals locals reivindiquen el gascó i el basc i han obtingut una retolació trilingüe en francès, en basc i en gascó.
Encara que la barreja entre bascos i gascons sembla la norma (per exemple, un bon tros de la riba del riu Ador es coneix com el País Charnègo, o sigui, país mestís en gascó, pel mestissatge de bascos i gascons), diferents fonts difereixen a l'hora d'adscriure la ciutat a una o altra banda: mentre les fonts basques la consideren una ciutat de Lapurdi i gairebé sempre la seva capital, les fonts occitanes la situen (juntament amb les veïnes Biarritz i Anglet) dins del domini lingüístic occità. Les fonts franceses en general opten per no prendre partit i destacar la bona convivència.

## Història
Des del segle xii va ser feu del rei anglès, i el juny de 1374, a petició de Lluís I de Provença, un exèrcit castellà i francès va posar setge a Baiona, punt clau de comunicació entre el Regne de Navarra i el Regne d'Anglaterra. Els castellans van posar setge per mar i per terra, però la resistència de la ciutat i la manca de col·laboració francesa va obligar a aixecar el setge Les negociacions portades entre 1375 i 1377 no porten a res i finalment caigué en mans franceses el 1451, poc abans de la derrota anglesa a la batalla de Castillon i la caiguda de Burdeus que donava per acabada la guerra dels cent anys, i s'aixeca el Château-Neuf a Baiona.

## Fills il·lustres
- Jules Armingaud (1820-1900), violinista i compositor
- René Cassin (1887 - 1976), jurista i jutge, Premi Nobel de la Pau de l'any 1968
- Marie Darrieussecq (1969 -), escriptora, Premi Médicis de l'any 2013.